# 木村次郎右衛門
木村 次郎右衛門（きむら じろうえもん、1897年〈明治30年〉4月19日 - 2013年〈平成25年〉6月12日）は、日本のスーパーセンテナリアン。生年月日と死亡年月日が確かな男性のうち、史上最も長生きしたとされる男性。また、1800年代及び19世紀生まれの男性としては世界最後であった。2012年12月17日より死去するまで存命人物のうち男女を含めた世界最高齢者であった。また、同年12月28日にはクリスチャン・モーテンセンの115歳252日の記録を抜いて、死去した人物も含めて歴代最高齢記録の男性となった。死去した時点での年齢は116歳54日（42422日）であった。

## 人物・来歴
1897年4月19日、三宅家の6人兄弟姉妹の3番目に生まれ、金治郎と命名される。木村家に跡取りとして婿入りし、9代目・次郎右衛門を名乗るようになった。京都郵便局通信生養成所を卒業後、20歳から65歳までの45年間、郵便局にて勤め、1920年代には日本統治時代の朝鮮において政府の通信部門に勤めた経験も持つ。歌手三嶋一聲の妹、木村八重と結婚。8人の子を育てた。長男は近衛兵であったことが誇りだった。1962年に退職したが、それ以降も90歳になるまで畑仕事を続けていた。生前、何歳まで生きたいかという質問に対し、「目標は120歳」と答えたという。
晩年は孫の妻との2人暮らしで、毎日午前5時半に起床し、午後8時に就寝する生活を送っており、食生活も朝はヨーグルトやサツマイモ、梅干しを食し、夜は牛乳を飲むことを習慣としていたという。好き嫌いはなく、食べる量も自分で決めていた。特にジャガイモが好物であったという。足腰が弱っているため外出は通院に限られた。新聞は天眼鏡を使いながら1時間から2時間、長いときには3時間かけて読んだ。テレビ番組は国会中継や大相撲を欠かさず視聴していたという。また、長寿の秘訣として「食べ物に好き嫌いはない。食細くして命永かれ」「苦にするな嵐のあとに日和あり」などの言葉をモットーにしている。
2009年9月には読売新聞のインタビューに応じ、その中で存命人物のうち日本最高齢の男性になったことについて「責任の重さみたいなのを痛感している。1日でも長く元気でありたい。」と語った。また、テレビの国会中継を見る理由については「時代についていけないようではいけない。」と語った。
2012年9月17日の敬老の日、京丹後市長の中山泰が自宅を訪れ、地元の小学生が作成した贈り物を届けた。これに「サンキュー」と答えた。
2013年4月19日、同氏が自宅を訪れ、安倍晋三首相（当時）のお祝いのメッセージを吹き込んだDVDなどを手渡した。そのほか国内外から156通もの手紙やメールが手渡され、祝福の言葉に「はい」と応じた。その後肺炎にかかり、5月11日より入院。入院から1か月後の6月12日に老衰のため死去した（詳細は死と葬儀の節を参照）。死去時点で7人の子（5人が存命）、さらに孫が14人、ひ孫25人、玄孫が15人いた。

## 長寿記録
- 2007年10月16日に老人学研究団体ジェロントロジー・リサーチ・グループの検証済み110歳超えリストに登録される[12]。

- 2009年6月19日、宮崎県在住の田鍋友時が死去したことに伴い、112歳61日で存命人物のうち日本最高齢の男性となる。

- 2011年4月14日、アメリカ合衆国在住のウォルター・ブルーニングが死去したことに伴い、113歳360日で存命人物のうち世界最高齢の男性となった[13]。

- 2011年10月25日、114歳と190日で、中願寺雄吉の記録を抜き、日本の男性歴代最高齢となった。

- 2011年12月2日、長谷川チヨノ（1896年（明治29年）生まれ）が死去したことに伴い、114歳227日で存命人物のうち日本最高齢の人物となった[14][注釈 2]。

- 2012年12月17日、ディーナ・マンフレディーニが死去したことに伴い[15]、115歳242日で存命人物のうち世界最高齢となった。

- 2012年12月28日、クリスチャン・モーテンセン（115歳252日没）の記録を上回り、115歳253日で男性で史上最も長生きした人物となった。同時に史上10番目に長生きした人物となった。

- 2013年6月12日午前2時8分、老衰のため116歳54日で死去した[16]。これにより、存命中（当時）の世界及び日本の最高齢は11カ月年下の大川ミサヲ、男性世界最高齢は4歳2カ月年下のサルスティアーノ・サンチェス、日本の男性最高齢は4歳9カ月年下の五十嵐丈吉となった[3][17]。しかし当時はサルスティアーノ・サンチェスの年齢が公式に認定されていなかったため、ジェームズ・マッコーブレーが男性世界最高齢とされていた。

## 死と葬儀
2013年6月12日午前2時8分、京丹後市内の病院で老衰のため死去。葬儀・告別式は6月14日に行われ、親族ら130人が出席した。京丹後市長の中山泰が「日本と世界に元気を与えてくれました。市の輝く宝であり続けます」と弔辞を述べた後、安倍晋三首相（当時）の弔電も読み上げられた。